# أمراض بيئية
في علم الأوبئة، تُعرف الأمراض البيئية بأنها أمراض يمكن أن تعزى مباشرةً إلى عوامل بيئية (تختلف عن العوامل الوراثية أو العدوى). بصرف النظر عن الاضطرابات الوراثية أحادية الجين، قد تحدد الأمراض البيئية تطور المرض لدى الأشخاص المعرضين وراثيًا لحالة معينة. يعد الإجهاد، والأذية البدنية والعقلية، وطبيعة النظام الغذائي، والتعرض للسموم، والعوامل الممرضة، والتعرض للإشعاع، والمواد الكيميائية الموجودة في جميع منتجات العناية الشخصية والمنظفات المنزلية، من المسببات المحتملة لجزء كبير من الأمراض غير الوراثية. إذا كان المرض ناجمًا عن مجموعة من العوامل الوراثية والبيئية، يُصنف من النمط متعدد العوامل.
توجد العديد من أنواع الأمراض البيئية المختلفة:
- أمراض نمط الحياة مثل أمراض القلب والأوعية الدموية، والأمراض الناجمة عن تعاطي المخدرات مثل إدمان الكحول، والأمراض المرتبطة بالتدخين.
- الأمراض الناجمة عن العوامل المادية في البيئة، مثل سرطان الجلد الناجم عن التعرض المفرط للأشعة فوق البنفسجية من ضوء الشمس.
- الأمراض الناجمة عن التعرض للمواد الكيميائية السامة أو المواد المهيجة في البيئة مثل المعادن السامة

## الأمراض البيئية مقابل الأمراض المرتبطة بالتلوث
تنتج الأمراض البيئية عن عوامل بيئية مباشرة. في الوقت نفسه، تنتج الأمراض المرتبطة بالتلوث عن التعرض للسموم في الهواء والماء والتربة. لذلك تُعتبر كل الأمراض المرتبطة بالتلوث أمراضًا بيئية، ولكن ليست كل الأمراض البيئية أمراض مرتبطة بالتلوث.

## المواد الكيميائية

### المعادن
عُرف التسمم بالرصاص والزئبق منذ العصور القديمة. تحرض المعادن أو المعادن السامة الأخرى ردود فعل مناعية ضارة كالزرنيخ والفوسفور والزنك والبيريليوم والكادميوم والكروم والمنغنيز والنيكل والكوبالت والأوزميوم والبلاتين والسيلينيوم والتيلوريوم والثاليوم واليورانيوم والفاناديوم.

### الهالوجينات
توجد العديد من الأمراض الأخرى التي يُحتمل أن يكون سببها الأنيونات الشائعة الموجودة في مياه الشرب الطبيعية. يعد الفلوريد أحد أشيع الأنواع في المناطق الجافة إذ تنطلق أيونات الفلوريد في التربة عندما تتحلل الصخور. في سريلانكا، توجد 90% من مساحة البلاد تحت الصخور المتحولة البلورية التي تحتوي معظمها على الميكا بصفته معدنًا رئيسًا. يحتوي الميكا على الفلوريد في بنيته ويطلقه في التربة عندما يتحلل. في المناخات الجافة والقاحلة، يتركز الفلوريد في التربة السطحية ويذوب ببطء في المياه الجوفية الضحلة. كان هذا سبب ارتفاع مستويات الفلوريد في مياه الشرب إذ يحصل غالبية سكان سريلانكا الريفية على مياه الشرب من آبار الفناء الخلفي. تسبب ارتفاع نسبة الفلوريد في مياه الشرب ارتفاع معدل الإصابة بالتسمم بالفلور بين سكان المناطق الجافة في سري لانكا. ومع ذلك، في المنطقة الرطبة، يزيل هطول الأمطار الغزير الفلوريد بشكل فعال من التربة، ما يقلل الإصابة بالتسمم بالفلور. في بعض أجزاء سريلانكا، لوحظت أيضًا حالات من نقص اليود الذي ينتج عن تثبيت اليود بواسطة أكسيد الحديد المائي الموجود في التربة اللاتيريتية في الأراضي الساحلية المنخفضة الرطبة.

### المركبات العضوية
بالإضافة إلى ذلك، توجد أمراض بيئية تسببها مركبات الكربون العطرية بما في ذلك: البنزين، وسداسي كلورو حلقي الهكسان، والتولوين دي إيزوسيانات، والفينول، وخماسي كلوروفينول، والكينون والهيدروكينون.
يشتمل أيضًا على مشتقات النترو والأمينو والبيريديليوم العطرية: نتروبنزين، ودي نتروبنزين، وتري نتروتولوين، وسلفات الباراميتيل أمينوفينول (ميتول)، ودي نترو أورتو كريزول، وأنيلين، وتري نتروفينيل ميثيل نيترامين (تيتريل)، وهكسانترو دي فينيل أمين (أورانتيا)، وفينيلين دي أمين، والباراكوات.
يمكن أن تسبب مركبات الكربون الأليفاتية أيضًا أمراضًا بيئية. وتشمل هذه الميثانول، والنيتروغليسرين، والنيتروسيليلوز، وثنائي ميثيل النتروزامين، والهيدروكربونات المهلجنة: كلورو الميثان، وبرومو الميثان، وثلاثي كلورو الإيثيلين، ورباعي كلوريد الكربون، والنفثالين المكلور. تتضمن أيضًا مركبات الغليكول: إيثيلين كلوروهدرين، وثنائي إيثيلين دي أكسيد، وثنائي كبريتيد الكربون، وأكريلونتريل، وأكريلاميد، وكلوريد الفينيل.

### الغازات السامة
يمكن تصنيف الغازات السامة على النحو التالي: الغازات الخانقة البسيطة، والغازات الخانقة كيميائيًا، والغازات المهيجة. الغازات الخانقة البسيطة هي: النيتروجين، والميثان، وثنائي أكسيد الكربون. الغازات الخانقة كيميائيًا: هي أول أكسيد الكربون، وكبريتيد الهيدروجين، وسيانيد الهيدروجين.
الغازات المهيجة: هي ثنائي أكسيد الكبريت، والأمونيا، وثنائي أكسيد النيتروجين، والكلور، والفوسجين، والفلور ومركباته التي تشمل اللوروين وحمض الهيدروفلوريك، والفلورسبار، والفلورأباتيت، والكريوليت، ومركبات الفلور العضوية.

## التصنيف والمراقبة
طور خفر السواحل الأمريكي نظامًا شاملاً واسع النطاق لخفر السواحل لمراقبة الأمراض في مكان العمل.
استُخدم الإصدار الخامس للجمعية الطبية الأمريكية للمعلومات الطبية الحالية والمصطلحات مرجعًا لتوسيع القائمة الأساسية للأحداث الصحية الخمسين (المهنية) التي نشرها المعهد الوطني للصحة والسلامة المهنية، في سبتمبر عام 1983.